# Konflikt
För andra betydelser, se Konflikt (olika betydelser).
Konflikt är en situation där två eller fler parter har motsatta eller oförenliga mål, behov, intressen eller värderingar, vilket resulterar i en direkt konfrontation. En konflikt kan beskrivas på följande vis; En eller flera parter har ett önskemål som parten eller parterna inte är beredd att släppa, samtidigt som möjligheten för parten eller parterna att tillgodose önskningen blockeras av en eller flera motparter, vilket väcker frustration. När denna frustration driver en eller flera av parter att agera på något sätt mot de blockerande motparterna så har en konflikt uppstått. Konflikter uppstår på olika nivåer, från individuella och personliga till sociala och organisatoriska och till och med internationella eller överstatliga. De kan vara öppna och uttalade eller mer dolda och underliggande. En konflikt upplevs ofta som ansträngande för de inblandade och för omgivningen.
Ordet konflikt kommer från det latinska ordet conflictus som betyder sammanstötning, att kollidera, råka i strid.
Konflikter kan lösas genom att en eller flera parter utnyttjar sina maktresurser till att driva igenom sin vilja i strid mot motpartens eller övriga parters vilja. Konflikter även lösas i samförstånd, till exempel genom förhandling eller medling. Ett rättssystem kan användas för att lösa en konflikt på juridisk väg.  
Konflikter är också en central aspekt i naturen och dess ekosystem.[källa behövs]

## Våldsamma och väpnade konflikter
En väpnad konflikt brukar definieras som en konflikt som inbegriper våld, där åtminstone en av parterna är en statsmakt och där konflikten leder till att åtminstone 25 personer dör till följd av strider. Det är alltså våldsbruket som avgör huruvida en konflikt betraktas som väpnad eller inte.
En konflikt kan alltså vara våldsam utan att räknas som en väpnad konflikt. En väpnad konflikt kan dessutom ha olika karaktär – inomstatlig, mellanstatlig eller inomstatlig med utländsk inblandning.
Med begreppet storskalig väpnad konflikt menar man i allmänhet krig. Dessa definitioner debatteras. Meningen "mäktiga intressen står mot varandra" har här ändå sin plats.

## Begreppet konflikt i massmedia
I svensk massmedia används ordet framför allt om väpnade konflikter, arbetskonflikter och politiska konflikter.[källa behövs]

## Interpersonella konflikter
Interpersonella konflikter innebär konflikter mellan två eller flera människor. Då människor vill olika saker föreligger en konflikt. Det är inte graden av oenighet som definierar att konflikt föreligger.[källa behövs]
Människor kan delas in i fem olika konflikthanteringsstilar:
1. kompromissande
2. anpassande
3. samverkande
4. undfallande
5. kamp och konflikt.

Individers personlighet består av en kombination av de olika konflikthanteringsstilarna, men oftast är någon av dem dominerande.

## Grundaffekter vid interpersonella konflikter och konfliktlösning
Konflikter kan lösas helt utan att man märker de känslor som alltid ändå är involverade. Den känsla som ligger närmast då det gäller interpersonella konflikter och konfliktlösning är ilska. Grundaffekten ilska använder vi för att värna om vårt territorium eller för att undanröja hinder. 
Att ilska är en viktig känsla som är aktiverad vid konfliktlösning behöver inte innebära att man är högljudda i sin oenighet, även om man med sin röst brukar låta det märkas att man menar allvar. Konfliktlösande fungerar sannolikt som allra bäst när människor under det att det pågår lätt kan röra sig mellan grundaffekterna intresse, ilska och rädsla.
Många människor är så rädda för interpersonella konflikter att de helt undviker att ta upp dem. Detta handlar dels om rädslan för att bli omkullpratad eller bortkollrad, dels om rädslan för att behöva gå skilda vägar. Det senare då den yttersta konsekvensen av alla mellanmänskliga konflikter är att det visar sig att man alls inte kan komma överens, och att det därmed saknas förutsättningar för fortsatt relation. Omkullpratning och bortkollring brukar vara satt i system och går ut på att undvika att hålla sig till den sak konflikten handlade om. Den grundaffekt som väcks då man blir omkullpratad eller bortkollrad är skam. Skam kan upplevas som förvirring.
Då konflikter är lösta infinner sig vanligen glädje och/eller ledsenhet. Grundaffekten ledsenhet gör att vi människor söker oss till varandra.[källa behövs]

## Ordningsfrågor är överordnade alla andra konflikter
Utagerande beteende i försök till interpersonell konfliktlösning är uttryck för att man inte håller sig till saken. Utageranden förhindrar konfliktlösning. Detta genom att utageranden i sig utgör olösta konflikter. Utageranden skapar rädsla och/eller irritation. Rädsla är också en av våra grundaffekter. På TV och film ses ofta exempel på utagerande beteende. Det fångar människors intresse, trots att det inte utgör någon god förebild för konfliktlösning.
Då det uppstår utageranden vid försök att komma till rätta med en konflikt behöver parterna intressera sig för det faktum att en nytillkommen överordnad konflikt att hantera föreligger: Hur skall vi vara med varandra för att bäst kunna lösa våra konflikter? Dessa de allra högst prioriterade interpersonella konflikterna kallas för ordningsfrågor. Den som är bevandrad i sammanträdesteknik vet att ordningsfrågor också där går före allt annat att lösa.
Kan parterna inte enas i ordningsfrågor så finns heller inte någon förutsättning för annan konfliktlösning. Parterna får då konstatera att de inte har förutsättningar för fortsatt relaterande.

## Intrapsykiska konflikter
Intrapsykiska konflikter är begreppet för konflikter inom en och samma person.[källa behövs]

## Mänskliga problem är olösta konflikter
När vi människor har problem handlar det alltid om att vi har olösta konflikter. Mänskliga problem går att förstå och att lösa, försåvitt man håller tillgodo med den eller de möjliga lösningar som står till buds: Det är inte alltid så att den möjliga lösningen är en "happy-end-lösning".
De problem vi människor har löses genom att vi, med eller utan annan persons hjälp 
1. Aktivt söker identifiera olösta konflikter genom att göra oss uppmärksamma på det inom oss som väcker obehag, det vill säga ångest.
2. Tar ställning i den eller de olösta konflikter vi påvisat.
3. Förändrar våra tankar och/eller beteenden och/eller söker påverka annan parts beteende i linje med det eller de ställningstaganden som gjorts.
4. Tar ställning till hur göra i den händelse den andra parten inte vill förändra sitt beteende så som vi önskat.

Vid konfliktlösning påverkas människors känsloliv i positiv riktning: ångestnivån kommer att minska.

## Konfliktlösande terapi
Psykodynamiska terapier, vari psykoanalys inkluderas, deklarerar att man arbetar med konflikter och konfliktlösning. Inom psykoanalytisk teoribildning har man kritiserat att hitintills ett alltför stort fokus legat på lösning av omedvetna konflikter: Man har menat att större kraft i dessa dagar måste läggas på lösning av medvetna och förmedvetna konflikter. Psykodynamisk terapi har internt kritiserats för att ofta, på grund av oklart formulerade terapikontrakt och/eller brister i att hålla sig till de överenskommelser som gjorts, i för liten utsträckning ha uppmärksammat den hjälpsökandes och terapeutens faktiska beteenden, varför att man återkommande missat de konflikter man varit satt att adressera.
Inom kognitiv beteendeterapi (KBT) används i grundutformningen inte begreppet konflikt. Så tycks också vara fallet i kognitiv terapi. Enstaka försök har skett att efter KBT lägga till en korttids psykodynamisk konfliktfokuserad terapi.

## Konfliktfokuserade teoribildningar
Förutom studierna av krig och fred tillhandahåller psykoanalysen, marxismen och den feministiska teorin viktiga perspektiv inom konfliktforskning. 
Både marxismens fader Karl Marx och psykoanalysens fader Sigmund Freud vigde sina liv åt konflikttemat. Båda såg att konflikterna och deras grunder måste bli medvetna för att kunna hanteras. 
Karl Marx såg samhällsomvandling som konfliktlösning. Den grundläggande idén hos Marx är att det är det materiella som styr människans handlande. Hon slåss för bröd och tak över huvud, inte för religiösa och andliga värden. 
Sigmund Freud menade att vi göra oss medvetna om och lösa våra konflikter, och därigenom förbättra vår psykiska hälsa, vårt välbefinnande och våra relationer till andra.